# Gösta Dunker
Pour les articles homonymes, voir Dunker.
Gösta Dunker (né le 16 septembre 1905 à Sandviken en Suède et mort le 5 juin 1973) était un joueur et entraîneur de football suédois.

## Biographie

### Joueur
Durant sa carrière de club, il évolue durant toute sa carrière dans le club suédois de Sandvikens IF.
Au niveau international, il joue avec l'équipe de Suède pendant la coupe du monde 1934 en Italie.

### Entraîneur
Entre 1948 et 1949, il devient l'entraîneur du club de l'Örebro SK.